# Lactulose

SNFG-Darstellung von Lactulose

Lactulose, auch Laktulose, ist ein synthetisches Disaccharid (Zweifachzucker), bestehend aus D-Galactose und Fructose, das durch Isomerisierung (Umlagerung) aus Lactose (Milchzucker) gewonnen wird. Diese de-Bruyn-van-Ekenstein-Umlagerung findet in alkalischer Umgebung oder bei hoher Temperatur statt. Daher entsteht Lactulose in geringer Konzentration auch bei der Wärmebehandlung von Milch. Die Lactulosekonzentration der Milch kann als Indikator für eine solche Behandlung verwendet werden. Typische Konzentrationen sind 10 mg/kg bei pasteurisierter, 20–30 mg/kg bei direkt bzw. indirekt erhitzter ESL-Milch und 100 bis 500 mg/kg bei ultrahocherhitzter Milch; sterilisierte Milch enthält 600 bis 1400 mg Lactulose pro Kilogramm Milch. In Rohmilch ist Lactulose nicht nachweisbar. Lactulose zählt zu den reduzierenden Zuckern. Lactulose für den Einsatz als Laxativum oder als Präbiotikum kann enzymbiotechnologisch mit Hilfe von immobilisierter β-Galactosidase hergestellt werden.

## Historisches
Die Darstellung der Lactulose wurde erstmals 1929/1930 von Edna Montgomery und Claude S. Hudson (1881–1952) beschrieben. Der österreichische Arzt und Chemiker Friedrich Petuely (1922–1994) entdeckte die medizinischen Wirkungen der Lactulose. Bei seiner Arbeit an der Universität Graz zur Ernährung und Darmflora von Säuglingen beobachtete er zunächst einen positiven Einfluss von erhitzter Lactose und schließlich von Lactulose auf die Darmflora von Säuglingen. Bei einer anschließenden Untersuchung der Wirkung auf Erwachsene entdeckte er die abführende (laxative) Wirkung. Petuely erhielt auch mehrere Patente, für ein Herstellungsverfahren eines lactulosereichen Nährpräparats für Säuglinge und für ein Abführmittel auf Lactulosebasis.

## Eigenschaften und Verwendung
Lactulose zeigt Mutarotation. Sie kann im Gegensatz zu Lactose vom menschlichen Körper nicht verwertet werden. So erklärt sich auch die Verwendung von Lactulose als osmotisches Abführmittel. Um diese Wirkung zu erreichen, wird Erwachsenen eine Einnahme von ein bis zwei Mal täglich jeweils 5 bis 10 Gramm empfohlen, bei portokavaler Enzephalopathie bis hin zu 120 g/Tag. Der Zucker kann im Darm nicht ins Blut aufgenommen werden. Er bindet Wasser an sich, erhöht auf diese Weise das Darmvolumen und macht den Stuhl weich. Zum Wirkungsmechanismus von Lactulose gehört darüber hinaus, dass sie von Darmbakterien, darunter hauptsächlich Milchsäurebakterien und Bifidobakterien, zu niedermolekularen Fettsäuren, Wasserstoff und Methan teilweise abgebaut bzw. vergoren wird. Dies wird auch als bifidogener oder präbiotischer Effekt der Lactulose bezeichnet, da das Wachstum dieser Bakterien verstärkt werden kann. Durch die entstandenen Säuren und die Zunahme der bakteriellen Masse im Dickdarm wird die Peristaltik angeregt und die abführende Wirkung verstärkt.
Eine weitere Indikation für Lactulose ist die hepatische Enzephalopathie (syn. portokavale Enzephalopathie) bei Leberzirrhose. Lactulose beeinflusst die Darmflora in der Weise, dass milchsäurebildende Darmbakterien begünstigt werden. Dadurch werden ammoniakbildende Darmbakterien zurückgedrängt sowie deren Urease, die eine Ammoniakbildung katalysiert, gehemmt. Überdies wird bei dem nun niedrigeren pH-Wert Ammoniak zu Ammonium protoniert, welches als Salz mit dem Stuhl ausgeschieden wird. Bei der portokavalen Enzephalopathie reduziert Lactulose die Blutammoniakkonzentration um circa 25–50 %, und es kann innerhalb von Stunden bis wenigen Tagen mit einem therapeutischen Effekt gerechnet werden.

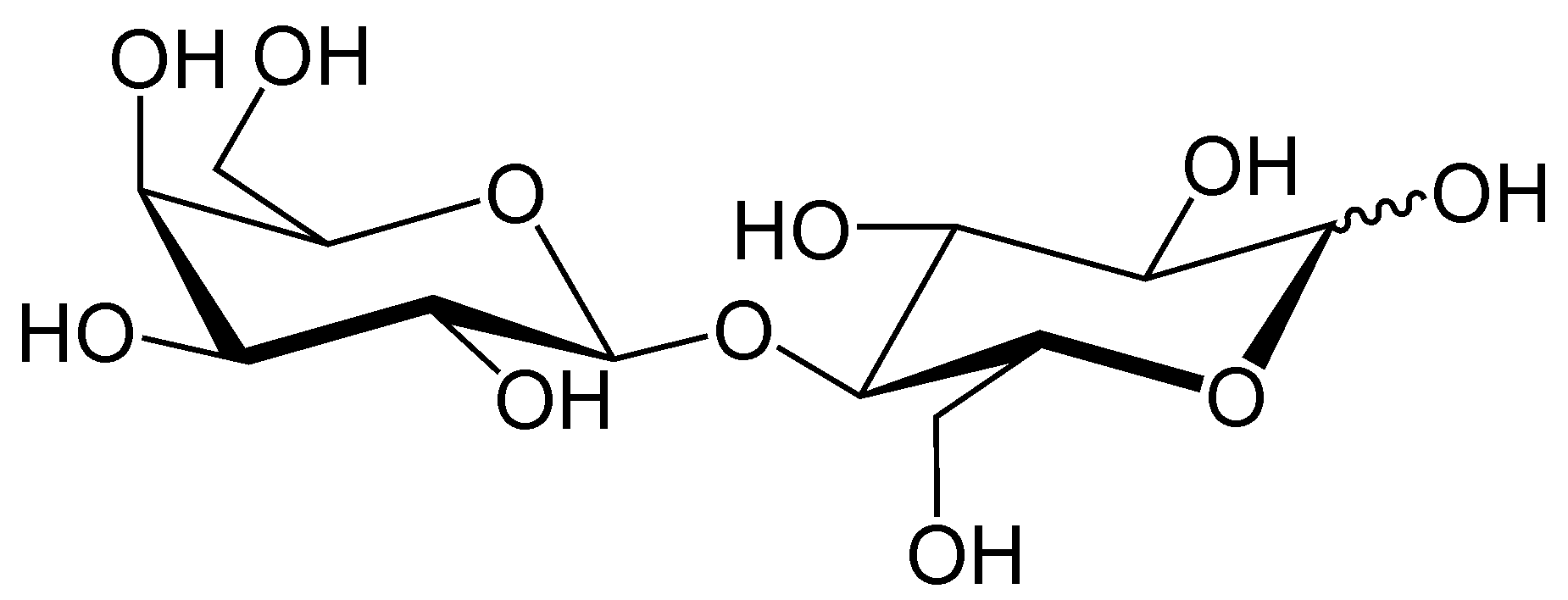
Zum Vergleich: die natürlich vorkommende Lactose.

Zur Bestimmung der Dünndarm-Transitzeit und zum Test auf Dünndarmfehlbesiedlung wird Lactulose bei einem Wasserstoffatemtest verabreicht.

## Nachweis
Die Bestimmung von Lactulose kann neben enzymatischen Methoden, die auf der Hydrolyse von Lactulose basieren, durch chromatographische Verfahren (Gaschromatographie und HPLC) sowie durch Fluoreszenzspektroskopie erfolgen. Bei systematischen Untersuchungen zur Wöhlk-Reaktion an der Europa-Universität Flensburg wurde Anfang 2019 entdeckt, dass Lactulose bereits bei Raumtemperatur mit einer alkalischen 1,6-Diaminohexanlösung (pH 13, c = 0,025 mol/L) zu einem roten Farbstoff reagiert, der bei UV/VIS-Spektroskopie ein charakteristisches Absorptionsmaximum bei 550 nm aufweist. Durch dieses insbesondere für Unterricht und Ausbildung geeignete Verfahren kann Lactulose der Gruppe von 1,4-verknüpften Disacchariden zugeordnet werden. Weiterhin lässt sich durch Anwendung der Seliwanow-Probe der Fructose-Anteil im Molekül nachweisen.

## Handelsnamen
Monopräparate
Bifinorm (D), Bifiteral (D), Lactulose-ratiopharm Sirup (D), Laevolac (A), Duphalac (CH), Eugalac (D), Gatinar (CH), Legendal (CH), Rudolac (CH), Tulotract (D), zahlreiche Generika (D)
Kombinationspräparate
Eugalan (D)